# Golden Amur
Golden Amur var ett professionellt ishockeylag från Chabarovsk, Ryssland. Laget spelade en säsong (2004/2005) i Asia League Ice Hockey. Under denna säsong lade finansiären gruvföretaget The Amur ner sin verksamhet på grund av finansiella svårigheter. Då klubbens ekonomiska stöd försvann lades laget ner efter bara en säsong.
Laget hamnade på tredje plats (av åtta lag) i grundserien, men förlorade sedan semifinalen i tre raka matcher mot Kokudo. Många av spelarna som spelade denna säsong för Golden Amur är fortfarande aktiva, och flera av dem spelar i KHL.